# 桜井風花
桜井 風花（さくらい ふうか、1979年12月24日 - ）は、日本の元AV女優・元ストリッパー、元風俗嬢。

## 略歴
芸名の由来は、少女マンガ『こどものおもちゃ』に登場する松井風花と誕生日（12月24日）が同じことから。
福岡県出身。1999年4月にKUKI専属女優として『ヴァージンメモリアル』でAVデビュー。
同年にアダルト専門チャンネル「チェリーボム」の開設一周年記念企画で、若菜瀬奈、本城小百合、桜真琴とユニット「チェリーボンバーズ」を期間限定で結成。
2001年8月1日、川崎ロック座でストリップデビュー。
2002年よりドグマ専属女優となる。

## 出演作品

### アダルトビデオ
- ヴァージンメモリアル （1999年4月30日、KUKI）
- 新妹の下着 16 （1999年5月29日、KUKI）
- 桜井風花 痴女計画 （1999年7月23日（レンタル） / 1999年9月24日（セル）、KUKI）
- フォーリンラブ （1999年8月23日、KUKI）
- 逆ソープ天国 （1999年9月24日、アリスJAPAN）
- No.1 （1999年10月27日、KUKI）
- 制服人形 （1999年11月23日、アリスJAPAN）
- Doubleマニア 1999 （1999年12月24日（レンタル） / 2000年5月12日（セル）、KUKI）…共演:本城小百合
- 変貌 4 （2000年1月27日、KUKI）
- 猥褻MAX （2000年2月15日、宇宙企画）
- 制服天使 2 （2000年3月10日、サクセス・ビデオ）
- 激唇 （2000年3月20日、アトラス21）
- 痴女 （2000年4月20日、VIP）
- NEO出血大制服 58 （2000年5月20日、アトラス21）
- 人間♥廃業 （2000年8月25日、アリスJAPAN）
- あなたのオナニーたすけてアゲル♥ （2001年9月7日、ワープエンタテインメント）
- Dream Kids 3 （2001年10月5日、ワープエンタテインメント）
- 桜井風花の痴女的男の誘い方... （2001年11月1日、ワンズファクトリー）
- 服従の奉仕メイド 2 （2001年11月16日、シネマジック）
- あぶない放課後 新・女教師スペシャル （2001年12月21日、V&Rプランニング）
- インモラル天使 50 （2002年1月18日、シネマジック）
- 素人参加募集ビデオ 桜井風花としてみませんか? （2002年2月27日、V&Rプランニング）
- ザーメンの館 （2002年3月8日、ワープエンタテインメント）
- 女設計士崩壊レイプ （2002年6月7日、SODクリエイト）
- 証券外交員 蛇縛の愛欲暴落 （2002年6月8日、アタッカーズ）
- プレイガール 7 （2002年6月14日、トライハート）…共演:朝倉まりあ、宝来みゆき、奈々瀬あい、零忍、柏木留華、片平美里
- 桜井風花の超高級ソープ嬢 （2002年7月5日、SODクリエイト）
- TOHJIROの女優再生工場 （2002年7月10日、ドグマ）
- 服従の奉仕メイド （2002年7月26日、シネマジック）
- 新・妹の下着 31 （2002年7月27日、KUKI）…共演:青木沙羅、吉村すもも
- アンモニアトランス 黄色い性欲 （2002年10月10日、ドグマ）
- アナルトランスDX （2002年12月10日、ドグマ）
- スペレズ2003 （2003年3月10日、ドグマ）…共演:森下くるみ
- Mトランス （2003年8月10日、ドグマ）
- 姉に犯される! （2003年9月10日、ドグマ）
- 旦那の目の前で… 巨乳若妻が義弟とその仲間たちに陵辱される夜 （2003年11月10日、ドグマ）
- 痴女と合コンしませんか?SPECIAL もっとも幸せな童貞の失い方! （2004年1月9日、ドグマ）…共演:加山由衣、三上翔子
- チェンジ （2004年4月10日、ドグマ）…共演:森下くるみ
- オナニー・パラノイア （2004年8月10日、ドグマ）

### イメージビデオ
- RAINY LANE （2003年7月10日、トライハート）

### オリジナルビデオ
- 艶熟母 （2001年2月21日、ミュージアム）…主演:愛染恭子

### 成人映画
- 獸性誘惑之赤裸性遊戲 （2000年 香港映画）…共演:加藤鷹、池野瞳
- 淫乱堕天使 （2002年5月14日公開、オーピー映画）…共演:河村栞、水原香菜恵、林由美香
- プレイガール 7 最も淫らな遊戯 （2002年5月31日公開、トライハート・新東宝映画）…共演:柏木留華、朝倉まりあ、宝来みゆき、奈々瀬あい、零忍、柏木留華、片平美里

## 書籍・電子書籍

### 写真集
- ふわふわ （1999年11月、メディアックス） - 撮影:高橋生建
- missing （2000年2月、心交社） - 撮影:木下裕史

### デジタル写真集
- 極生 - GOKUNAMA （2002年3月28日、Level4） - 撮影:国立晃
- Coquettish doll （2004年9月24日、CWM） - 撮影:国立晃